# Неа-Смірні
Неа-Смірні (грец. Νέα Σμύρνη) — муніципалітет в Греції, передмістя Афін, розташоване за 5 км на південний захід від афінського проспекту Кіфіссіас, за 6 км на схід від Пірея та на північний від схід від афінського проспекту Посейдона.

## Історія
Як і більшість інших муніципалітетів у передмісті Афін, Неа-Смірні в 19 столітті являв собою сільськогосподарські угіддя. Заселений на початку 20 століття вихідцями із Малої Азії, що переселились до Греції внаслідок греко-турецької домовленості про обмін населенням 1923 року, головним чином із турецького міста Смірна (сучасна турецька назва Ізмір). Звідси походить назва муніципалітету, яка перекладається як Нова Смірна. Переселенці навіть перевели із собою атлетичний клуб Паніоніос, футбольний клуб який нині змагається у першому національному дивізіоні Альфа Етнікі.

## Населення
| Рік  | Населення | Рік  | Населення |
| ---- | --------- | ---- | --------- |
| 1928 | 210       | 1971 | 42.512    |
| 1933 | 6.500     | 1981 | 67.408    |
| 1940 | 15.000    | 1991 | 69.749    |
| 1951 | 22.074    | 2001 | 73.986    |
| 1961 | 32.865    |      |           |

## Спорт
| Клуб      | Ліга                  | Майданчик                                         | Місткість    | Заснований |
| --------- | --------------------- | ------------------------------------------------- | ------------ | ---------- |
| Паніоніос | Альфа Етнікі — футбол | «Неа-Смірні»                                      | 11 700       | 1890       |
| Паніоніос | A1 Етнікі — баскетбол | крита зала в Гліфаді Олімпійська арена «Еллініко» | 4 150 15 000 | 1919       |

## Персоналії
- Поліна — грецька співачка.